# Pępowo
Pępowo è un comune rurale polacco del distretto di Gostyń, nel voivodato della Grande Polonia.
Ricopre una superficie di 86,71 km² e nel 2004 contava 5 985 abitanti.